# Juan Manuel Cidrón
Juan Manuel Cidrón (nombre artístico de Juan Manuel Pérez González, Almería, 7 de octubre de 1957).
Su padre era de Huércal Overa y su abuelo q murió con casi 100 años dicen q fue el primero en llevar el cine a este pueblo. 
Su madre, Conchita, procedia de Sevilla, con ella vino el apellido Cidrón y la pasión por la música pq siempre quiso ser cantante.
Quedó huérfano de padre a una edad temprana, donde los niños tienen q jugar, pero el se dedicó a sacar a su madre de una tristeza profunda, siendo el hijo único de este matrimonio.
Estudio magisterio y con tan solo una asignatura por acabar la carrera, lo dejó pq se dio cuenta de q ese no era su camino.
Lo suyo desde muy corta edad era la música.
Con una tabla de madera, le pintaba teclas y jugaba a hacer los sonidos de las teclas. Hasta q su madre, le pudo comprar un órgano.
Consciente de q tenía q salir de la casa familiar, estudio oposiciones a técnico de sonido para RNE, aprobando y sacando plaza en Valladolid en donde estuvo un año.
Al año retornó a su querida Almería y trabajó como técnico de sonido en RNE hasta hace bien poco q se prejubiló para enfocarse en su pasión...la música.
Su música no está hecha con ordenadores, estudió en el conservatorio piano, negándose siempre a tocarlo hasta el fallecimiento de su madre. 
Ahí se encerró y transmutó el dolor de quedarse solo,  en tocar el piano.
Su pasión siempre han sido los sintetizadores y empezó copiando o imitando la vía del LSD acústico alemán de 1973.
Actualmente, es un sintetista y compositor español de música electrónica. 
En activo desde el año 1976 y autor de más de una quincena de álbumes, se le considera uno de los pioneros de su país en los géneros ambient, new age y experimental.
Llegando a vender discos en Japón por un valor incalculable.

## Trayectoria musical

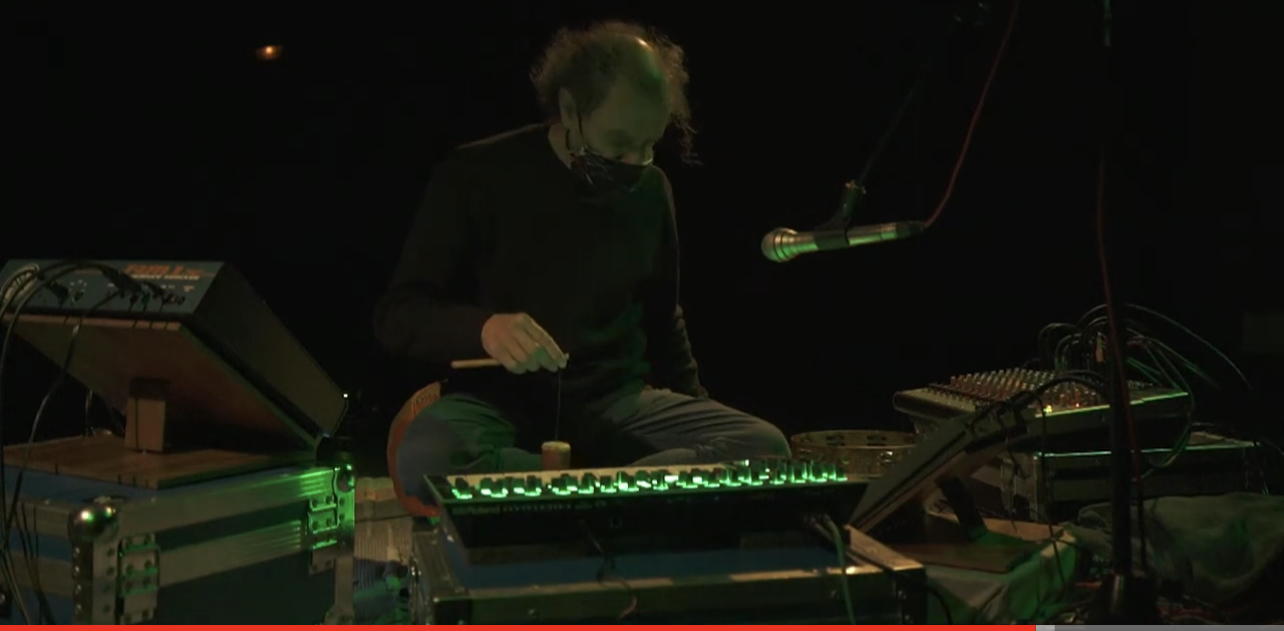
Juan Manuel Cidrón en La Casa Encendida, 2021

Su interés por la electrónica comenzó, según ha declarado en entrevistas, a la edad de dieciséis años, cuando descubrió los discos de Tangerine Dream y Klaus Schulze. Cursó estudios formales de piano y solfeo, y en la segunda mitad de la década de los 70 inició su carrera musical con la publicación de una maqueta autoeditada de dos casetes. Participó con Javier Martínez (un joven guitarrista que falleció tempranamente) en la banda Nirvana, considerada una de las primeras formaciones almerienses de rock, y en 1979 fundó junto a Francisco Palenzuela el grupo de electrónica Hypokheimenon, que realizó maquetas y actuaciones en directo hasta 1984, llegando a ser teloneros de los británicos Dr Feelgood. Aunque este dúo se disolvió antes de la publicación del que iba a ser su primer LP, el máster de dicha grabación fue objeto de una edición limitada en 2009.
La trayectoria en solitario de Cidrón se abrió con la trilogía de álbumes Sonidos para acciones, editada entre 1989 y 1993 en su discográfica Extrarradio. Con títulos que hacen referencia a lugares emblemáticos de la provincia de Almería como el Cabo de Gata o la Sierra de los Filabres, esta serie de discos definió las características formales de su sonido, basado en largas secuencias de sintetizadores modulares y otros instrumentos analógicos, que se prolongó en los LPs Tau (1997), Inóx (2001) y Yaset (2004). Este estilo, que el autor denomina "música planeadora” y que tiene como principales referencias tanto la Escuela de Berlín de los 60 y 70 como el minimalismo de Philip Glass y Steve Reich, se desarrolla también en Patagon (2012), una obra editada por el sello madrileño Geometrik e inspirada en la región de la Patagonia. Por el contrario, el álbum Electrodoméstico (2011) está compuesto exclusivamente con samples de doce aparatos de la vida cotidiana, aproximándose así a la música concreta e industrial.
La influencia de estos dos géneros es también perceptible en su proyecto Vértice, trío compuesto por Cidrón, Saverio Evangelista (de Esplendor Geométrico) y Maurizio Bianchi, quienes publicaron en 2019 el LP Besoch Trauma. No fue su primera incursión en otros proyectos: en 1995 participó con Sergio Moure De Oteyza, Leo Filloy y Juan Francisco Padilla en el disco de jazz editado por el sello Big Bang Reunión, y durante la primera década del siglo XXI formó con el percusionista Juan José Simón la banda Piel de Canto, que combinó las atmósferas ambient de Cidrón con ritmos tribales, y tuvo continuidad con otros componentes en el disco Diez piezas mínimas y otra puerta de sonido. También fundó junto a Antonio Luis Guillén (multinstrumentista y componente de Sefronia) el proyecto musical Alondra Satori, orientado hacia el free jazz, el ruidismo y la fusión entre las tradiciones occidental y oriental. Como dúo, debutaron con un triple CD a modo de collage de sus muchas actuaciones en directo. Expandido a quinteto con la entrada del saxofonista Justo Bagüeste, el bajista Juanjo Sánchez y el baterista Jesús Alonso (colaborador habitual de Corcobado), el conjunto editó tres álbumes más.
Además de sus creaciones discográficas y sus actuaciones en vivo, Juan Manuel Cidrón ha compuesto la música de obras dramáticas como Cinco peldaños de Rafael Torán (Centro Andaluz de Teatro) y Metamorfosis 93, con la veterana compañía almeriense Axioma Teatro, y bandas sonoras cinematográficas como la del documental sobre el incidente de Palomares Operación Flecha Rota, dirigido por José Herrera.

## Discografía

### En solitario
- Sonido para acciones I (1989)
- Sonido para acciones II (1991)
- Sonido para acciones III (1993)
- Tau (1997)
- Inóx (2001)
- Yaset (2005)
- De la sombra y de la espuma (2009)
- Electrodoméstico (2010)
- Patagon (2012)
- Gnostic Laberyntus (2012)
- Equilibrios en el Aire (2013)
- Tránsito (2014)
- Pneumático (2016)
- Tras la lluvia (2018)
- Los conciertos que no se hicieron (con la soprano Laura Moyano, 2020)
- Materiales para la construcboración (2022)

### En otras formaciones
- Sergio Moure De Oteyza, Juan Manuel Cidrón, Leo Filloy, Juan Francisco Padilla: Reunión (1995).
- Piel de Canto: Diez piezas mínimas y otra puerta de sonido (2008).
- Alondra Satori: Alondra Satori (2008), Promontorio Charidemo (2009), Los monstruos de Don Pedro (2009), Níjar (2017).
- Hypokheimenon: Cenit 1978-1983 (2009).
- Vértice: Besoch Trauma (2019).